# Parafia św. Michała Archanioła w Łebuni
Parafia św. Michała Archanioła w Łebuni – rzymskokatolicka parafia w Łebuni. Należy do dekanatu sierakowickiego znajdującego się w diecezji pelplińskiej. Erygowana w 1951 roku.  
Parafia obchodzi również odpust Narodzenia Najświętszej Maryi Panny. Jej proboszczem jest ks. Tomasz Zimny.

## Zasięg parafii
Do parafii należą wierni z następujących wsi: Bukowina, Łebunia, Malczyce, Okalice, Osowiec i Osowo Lęborskie.